# Драган Мићановић
Драган Мићановић (Лозница, 30. септембар 1970) српски је глумац.
У браку са глумицом Аном Софреновић има две ћерке Иву (1998) и Лену (2004). Године 2011. су се развели.
Глуму је уписао у класи професора Владимира Јевтовића 1988. године.

## Награде и признања
- Статуета "Миливоје Живановић" за три улоге у представи Из јуначког живота грађанства, Глумачке свечаности "Миливоје Живановић", Пожаревац 2010
- Награда за најбоље глумачко остварење за улогу Порције, ИВ фестивал медитеранског театра Пургаторије, Тиват, Црна Гора 2008
- Награда за драмско стваралаштво, Град театар Будва 2004
- Награда "Раша Плаовић" за најбоље остварену улогу на београдским сценама за улогу Порције у Млетачком трговцу, Народно позориште, Београд 2004
- Награда "Милош Жутић" за најбоље глумачко остварење у представама изведеним у периоду од 30. јуна 2003. до 30. јуна 2004. - За улогу Порција у Млетачком трговцу. Награду додељује Удружење драмских уметника Србије. 2004
- Награда за најбољу мушку улогу ДРАГАН МИЋАНОВИЋ за улогу Дон Жуан у представи Дон Жуан ЈБ Молијера у извођењу ЦРНОГОРСКОГ НАРОДНОГ ПОЗОРИШТА ИЗ ПОДГОРИЦЕ
- Стеријина награда за улогу Тесле у представи ТЕСЛА Милоша Црњанског, режија Никита Миливојевић, Опера & Тхеатре Мадленианум, Београд 2006
- Стеријина награда за улоге у представи Хазарски речник 2003
- Стеријина награда 1996
- Награда Ардалион
- 8 годишњих награда ЈДП-а
- Награда жабаљске библиотеке 2024 за најбољу улогу у серији

## Улога

### Филмографија
| Год.       | Назив                              | Улога                      |
| ---------- | ---------------------------------- | -------------------------- |
| 1980-е     |                                    |                            |
| 1989.      | Силе у ваздуху                     | Лале                       |
| 1990-е     |                                    |                            |
| 1991.      | Најтоплији дан у години            | Зоран                      |
| 1992.      | Загреб - Београд преко Сарајева    | Војник                     |
| 1992.      | Театар у Срба                      |                            |
| 1993.      | Електра                            |                            |
| 1995.      | Тамна је ноћ                       | Манојло „Мане“ Бележада    |
| 1995.      | Убиство с предумишљајем            | Јован                      |
| 1997.      | Љубав, женидба и удадба            | Винко Лозић                |
| 1997.      | Танго је тужна мисао која се плеше | Максим                     |
| 1998.      | Лајање на звезде                   | Михаило Кнежевић „Филозоф“ |
| 1999.      | Точкови                            | Немања                     |
| 2000-е     |                                    |                            |
| 2000.      |                                    | преводилац                 |
| 2001.      |                                    |                            |
| 2002.      |                                    |                            |
| 2002.      |                                    | Кади                       |
| 2002.      |                                    | Руслан                     |
| 2003.      |                                    | Вадим Стовченко            |
| 2003.      |                                    | Радо                       |
| 2004.      | Смешне и друге приче               | конобар/Наум               |
| 2004.      |                                    | Драган                     |
| 2005.      |                                    | Иља                        |
| 2005.      | Положајник                         | шнајдер Јоца               |
| 2006.      | Кројачева тајна                    | поручник                   |
| 2007.      | Бора под окупацијом                | Милан Огризовић            |
| 2007.      | Два                                |                            |
| 2007.      | Аги и Ема                          | отац                       |
| 2007−2015. | Улица липа                         | Недељко                    |
| 2008.      | Ближњи                             | Јаков                      |
| 2008.      | Лондонград                         | Константин Пилипенко       |
| 2008.      |                                    | Милош Рабинович            |
| 2008.      | Рокенрола                          | Виктор                     |
| 2009.      |                                    | Томаж                      |
| 2010-е     |                                    |                            |
| 2010.      | Мотел Нана                         | Иван                       |
| 2010.      | Шишање                             | Професор математике        |
| 2010.      |                                    | Титус                      |
| 2010.      | The Engagement                     | Дарио                      |
| 2010.      | Цимерке                            | професор                   |
| 2010.      | Интензивни ударац у главу          | Воден                      |
| 2013.      | Пут ружама посут                   | Деспот Стефан Лазаревић    |
| 2013.      | Мамула                             |                            |
| 2011−2015. | Жене са Дедиња                     | Мартин Малбаш              |
| 2014.      | Тенор                              | Паоло                      |
| 2015.      | Поред мене                         | Угљеша                     |
| 2015.      | Уочи Божића                        | Панта Јакшић               |
| 2015.      | Сабина К.                          | наратор                    |
| 2015.      | Новајлија                          | Донован Реј                |
| 2016.      | Прваци света(ТВ серија)            | уредник Ненад Кошутић      |
| 2016.      | Убице мог оца                      | Коста Томић                |
| 2016.      | Процеп                             | Дарко                      |
| 2017.      | Лепотица и звер (2017)             | Лумијер (дијалози)         |
| 2017.      | Војна академија (ТВ серија)        | адвокат Јован Пете         |
| 2018.      | Немањићи - рађање краљевине        | Свети Сава                 |
| 2018.      | Who Is My Husband                  | Сергеј                     |
| 2019.      | Дуг мору                           | Периша                     |
| 2020-е     |                                    |                            |
| 2020.      | The Outpost                        | Orlik                      |
| 2020.      | Teреза 37                          | Никола                     |
| 2020.      | Кости                              | Енглез                     |
| 2021.      | Телохранитељ мафијашеве жене       | Влад                       |
| 2021.      | Нечиста крв: Грех предака          | ефенди Мита                |
| 2021.      | Нечиста крв                        | ефенди Мита                |
| 2022.      | У клинчу                           | Мита Топаловић             |
| 2022.      | Мочвара                            | Ненад Драговић             |
| 2022.      | Трагови                            | Андрија                    |
| 2022.      | Miss Scarlet & the Duke            | The Count                  |
| 2023.      | Што се боре мисли моје             | кнез Михаило Обреновић     |
| 2020−2023. | Ургентни центар                    | др Алекса Радак            |
| 2024.      | Време смрти                        | Вукашин Катић              |
| 2024.      | Сабља                              | Зоран Ђинђић               |
| 2024.      | Дражен                             | Јоле Петровић              |
| 2025.      | Хајдук у Београду                  | Тата                       |
| 2025.      | Пупин                              | Михајло Пупин              |
| 2025.      | Апсурдни експеримент               |                            |

### Позоришне улоге
- Теобалд Маске,
- Кристијан Маске,
- Филип Ернст (Из јуначког живота грађанства);
- Тригорина (Галеб);
- Симон (Буре барута);
- Алсест (Мизантроп);
- Себастијан,
- Валентин (Богојављанска ноћ);
- Дени Шапиро (Чикашке перверзије);
- Војвода Вуксан (Лажни цар Шћепан Мали).
- (Хамлет)
- Конте Зановић (Стефан Зановић)
- Сумњиво лице (Алекса Жуњић)
- Тартиф (Тартиф)
- Млетачки трговац (Порција)
- Антигона (Креонт)

Глоб Театар (Лондон)
- Леарт и Фортинбрас (Хамлет)
- Арган (Уображени болесник)

Мадленијанум
- Тесла (Тесла)

### Синхронизацијске улоге
| Година синх. | Цртани филм                         | Улога              |
| ------------ | ----------------------------------- | ------------------ |
| 2011.        | Рио                                 | Блу                |
| 2013.        | Турбо                               |                    |
| 2014.        | Рио 2                               | Блу                |
| 2015.        | Хотел Трансилванија 2               | Дракула            |
| 2016.        | Вајана                              | Поглавица Туи      |
| 2017.        | Лепотица и звер                     | Лумијер (дијалози) |
| 2017.        | Аутомобили 3                        | Муња Меквин        |
| 2018.        | Хотел Трансилванија 3: Одмор почиње | Дракула            |
| 2021.        | Хотел Трансилванија: Трансформанија | Дракула            |
| 2024.        | Вајана 2                            | Поглавица Туи      |

### Спотови
- Није да није — E-Play (2023)[2]